# Scartelaos gigas
Scartelaos gigas — вид риб родини оксудеркових (Oxudercidae).

## Опис
Риба сягає завдовжки близько 17,2 см.

## Поширення
Риба поширена на заході Тихого океану вздовж узбережжя Китаю, Кореї та Тайваню. Мешкає у мулистих лиманах і припливній зоні річок.